# Tōhō
Tōhō K.K. (japanisch 東宝株式会社, Tōhō Kabushiki kaisha) ist eine japanische Film- und Theaterproduktionsgesellschaft sowie ein Filmverleih. Das Unternehmen mit Hauptsitz in Chiyoda ist ein Kernunternehmen der Hankyū Hanshin Tōhō Group.
Im Westen ist es vor allem wegen seiner Kaijū (Monsterfilme wie Godzilla) und durch Animeproduktionen (zum Beispiel durch Studio Ghibli) bekannt. Es spielte durch die Zusammenarbeit mit berühmten Regisseuren wie Akira Kurosawa, Ozu Yasujirō, Mizoguchi Kenji, Masaki Kobayashi und Mikio Naruse eine wichtige Rolle in der Filmwelt.

## Geschichte
Tōhō wurde am 12. August 1932 als Tōkyō Takarazuka Gekijō K.K. (東京宝塚劇場株式会社) durch Kobayashi Ichizō, den Direktor der privaten Bahngesellschaft Hankyū Dentetsu, gegründet, die mehrere Theater in und um Tokio (wie das Imperial Garden Theater in Tokio) führte. Die Hankyu Real Estate K.K. ist mit knapp 10 Prozent bis heute der größte Anteilseigner der Firma Toho.
Mit „Otome-gokoro - Sannin-shimai“ (Three Sisters with Maiden Hearts) erschien 1935 der erste Film von Tōhō und legte den Grundstein für Japans erfolgreichste Filmproduktion.
Nach dem Zweiten Weltkrieg baute das Unternehmen Ende 1945 ein eigenes Animationsstudio in Sōshigaya auf, in dem sich Animatoren aus geschlossenen Studios sammelten und neue ausgebildet wurden. Das Studio sollte sowohl eigene Filme produzieren als auch Effekte und Beschriftungen für die Realfilme von Tōhō liefern. Der Mitarbeiterstab wuchs schnell auf mehrere Hundert an, die jedoch kaum sinnvoll beschäftigt werden konnten, sodass die Unternehmung nicht profitabel war. Dazu kamen Arbeitskämpfe mit den unter der amerikanischen Besatzung neu zugelassenen Gewerkschaften. Im April 1948 wurde daher ein Großteil der Angestellten entlassen, was in einer kurzzeitigen Besetzung des Studiogebäudes eskalierte (Siehe Tōhō-Arbeitskampf). Schließlich verblieb nur ein deutlich verkleinertes Studio mit 60 Mitarbeitern unter Shimomura Kenji als Educational Film Unit, das Lehr- und Propagandafilme sowie vor allem Zuarbeiten zu Realfilmen anfertigte. 1952 wurde es schließlich ganz aufgelöst. Danach war Tōhō nur noch beim Vertrieb von Animationsfilmen beteiligt, nie mehr an der eigentlichen Herstellung.
Berühmtheit erreichte Tōhō vor allem durch seine Monsterfilme, wie Godzilla, der 1954 zum ersten Mal in Erscheinung trat.

## Sachziel
Tōhōs primäres Sachziel ist es, mit 55 Prozent Gewinnanteil die Produktion und Vertrieb von Filmen für Kinos und für das Fernsehen zu halten. Daneben vertreibt Tōhō Home Entertainment Video- und auch Computerspiele und betätigt sich in mehreren filmnahen Branchen. Neben ihrem primären Sachziel betreibt die Firma mehrere Kinos und Theater und investiert verstärkt in Immobilien, was 32 Prozent des Gewinnanteiles ausmacht (Stand: 2007). Daneben besitzt Tōhō mehrere Läden, Sportanstalten, Restaurants und Marktanteile an dem japanischen Fernsehsender TBS.

## Filmografie (Auswahl)
- 1935: Otome-gokoro - Sannin-shimai (乙女ごころ三人姉妹; Three Sisters with Maiden Hearts)
- 1940: Byakuran no Uta (白蘭の歌)
- 1941: Horse
- 1942: The War at Sea from Hawaii to Malay (Hawai-Marai Okikaisen)
- 1943: Judo Saga – Die Legende vom großen Judo (Sugata Sanshiro)
- 1946: Kein Bedauern für meine Jugend (Waga seishun ni kuinashi; わが青春に悔なし)
- 1947: Snow Trail (Ginrei no Hate; 銀嶺の果て)
- 1952: Leben! (Ikiru; 生きる!)
- 1953: Farewell, Rabaul (Saraba Rabauru; さらばラバウル)
- 1954: Die sieben Samurai (Shichinin no Samurai; 七人の侍)
- 1954: Taiheiyo no Washi (太平洋の鷲)
- 1954: Godzilla (Gojira; ゴジラ)
- 1954: Tomei Ningen
- 1955: Godzilla kehrt zurück (Gojira no Gyakushu; ゴジラの逆襲)
- 1955: Half Human – The Story of the Abominable Snowman (Jujin Yukiotoko; 獣人雪男)
- 1955: Kuroobi Sangokushi
- 1956: Onibi (dt.: Das Irrlicht; 鬼火)
- 1956: Die fliegenden Monster von Osaka (Sora no Daikaijū Radon; 空の大怪獣ラドン)
- 1957: The Last Pursuit (Saigo no Dasso; j最後の脱走)
- 1957: Weltraumbestien (Chikyu Boeigun)
- 1958: Das Grauen schleicht durch Tokio (Bijo to Ekitainingen)
- 1958: Die verborgene Festung (Kakushi Toride no San Akunin; 隠し砦の三悪人)
- 1958: Varan – Das Monster aus der Urzeit (Daikaijū Baran; 大怪獣バラン)
- 1959: The Three Treasures (Nihon Tanjo; 日本誕生)
- 1959: The Big Boss (Angokukai no Kaoyaku)
- 1959: Krieg im Weltenraum (Uchu Daisenso; 宇宙大戦争)
- 1960: Man Against Man
- 1960: Osakajo Monogatari (大阪城物語)
- 1960: Human Vapor (Gasu Ningen Daiichigo)
- 1961: Yojimbo – Der Leibwächter (用心棒)
- 1961: Mothra bedroht die Welt (Mosura; モスラ)
- 1961: Todesstrahlen aus dem Weltall (Sekai Daisenso; 世界大戦争)
- 1962: Sanjuro (Tsubaki Sanjūrō; 椿三十郎)
- 1962: Ufos zerstören die Erde (Yosei Gorasu)
- 1962: Die Rückkehr des King Kong (Kingukongu tai Gojira; キング・コング対ゴジラ)
- 1962: Chushingura
- 1963: Matango
- 1963: Zwischen Himmel und Hölle (Tengoku to Jigoku; 天国と地獄)
- 1963: Der Löwe des gelben Meeres (Daitozoku)
- 1963: U 2000 – Tauchfahrt des Grauens (Kaitei Gunkan; 海底軍艦)
- 1964: Godzilla und die Urweltraupen (Mosura tai Gojira; モスラ対ゴジラ)
- 1964: X 3000 – Fantome gegen Gangster (Uchu Daikaiju Dogora; 宇宙大怪獣ドゴラ)
- 1964: San Daikaijū: Chikyū Saidai no Kessen (三大怪獣・地球最大の決戦, engl. Ghidorah, the Three-Headed Monster)
- 1965: Frankenstein – Der Schrecken mit dem Affengesicht (Furankenshutain tai Chitei Kaiju; フランケンシュタイン対地底怪獣)
- 1965: Befehl aus dem Dunkel (Kaiju Daisenso; 怪獣大戦争)
- 1966: Kiganjo no Boken
- 1966: Frankenstein – Zweikampf der Giganten (Furankenshutain no Kaiju Sanda tai Gaira; フランケンシュタインの怪獣 サンダ対ガイラ)
- 1966: Frankenstein und die Ungeheuer aus dem Meer (Gojira, Ebira, Mosura Nankai no Daiketto; ゴジラ・エビラ・モスラ　南海の大決闘)
- 1967: King Kong – Frankensteins Sohn (Kingukongu no Gyakushu; キング・コングの逆襲)
- 1967: Frankensteins Monster jagen Godzillas Sohn (Kaijuto no Kessen  Gojira no Musuko; 怪獣島の決戦 ゴジラの息子)
- 1968: Frankenstein und die Monster aus dem All (Kaiju Soshingeki)
- 1969: U 4000 – Panik unter dem Ozean (Ido Zero Daisakusen)
- 1969: Port Arthur – Die Schlacht im Chinesischen Meer (Nihonkai Daikaisen; 日本海 大海戦)
- 1970: Monster des Grauens greifen an (Kessen! Nankai no Daikaiju; 決戦!南海の大怪獣)
- 1971: Frankensteins Kampf gegen die Teufelsmonster (Gojira tai Hedora; ゴジラ対ヘドラ)
- 1972: Frankensteins Höllenbrut (Chikyu Kogeki Meirei  Gojira tai Gaigan; 地球攻撃命令　ゴジラ対ガイガン)
- 1972: Okami – Das Schwert der Rache  (Kozure Okami: Ko o Kashi Udekashi Tsukamatsuru)
- 1973: King Kong – Dämonen aus dem Weltall (Gojira tai Megaro; ゴジラ対メガロ)
- 1973: Der Untergang Japans (Nihon Chinbotsu; 日本沈没)
- 1974: King Kong gegen Godzilla (Gojira tai Mekagojira; ゴジラ対メカゴジラ)
- 1974: Weltkatastrophe 1999? - Die Prophezeiungen des Nostradamus (Nosutoradamusu no Daiyogen; ノストラダムスの大用言)
- 1974: Bordell Nr. 8 (Sandakan Hachiban Shokan Bokyo)
- 1974: Espy (Esupai; エスパイ)
- 1975: Die Brut des Teufels, Konga, Godzilla, King Kong (Mekagojira no Gyakushu; メカゴジラの逆襲)
- 1975: Höllenfahrt ins Ungewisse (Tokyowan Enjo)
- 1977: House (Hausu; ハウス)
- 1977: Der große Krieg der Planeten (Wakusei Daisenso)
- 1978: Lady Ogin (Ogin sama; オギン様)
- 1979: G.I. Samurai (Sengoku Jietai): nur Vertrieb
- 1980: Kagemusha – Der Schatten des Kriegers (影武者)
- 1980: Die Hölle von Tokio (Jishin Retto)
- 1980: Virus (Fukkatsu no Hi): nur Vertrieb
- 1983: Operation Jupiter (Sayonara Jupiter)
- 1984: Urusei Yatsura 2: Beautiful Dreamer (うる星やつら2 ビューティフルドリーマー) (nur Vertrieb)
- 1984: The Return of Godzilla (Gojira; ゴジラ)
- 1985: Ran (乱)
- 1987: Tokyo Blackout (Shuto Shoshitsu; 首都消失)
- 1988: Mein Nachbar Totoro (となりのトトロ Tonari no Totoro): nur Vertrieb
- 1989: Gunhed
- 1989: Godzilla vs. Biollante
- 1990: Akira Kurosawas Träume (Yume; 夢): nur Vertrieb
- 1991: Godzilla vs. King Ghidorah
- 1991: Urusei Yatsura: Itsudatte My Darling (nur Vertrieb)
- 1992: Godzilla vs. Mothra
- 1993: Godzilla vs. Mecha-Godzilla
- 1994: Godzilla vs. Space Godzilla
- 1995: Gamera - Guardian of the Universe: nur Vertrieb
- 1995: Godzilla vs. Destoroyah
- 1996: Gamera 2 - Advent of Legion: nur Vertrieb
- 1996: Mothra - Das Siegel der Elias
- 1997: Prinzessin Mononoke: nur Vertrieb
- 1997: Mothra 2 - Das versunkene Königreich
- 1998: Spriggan
- 1998: Ringu: nur Vertrieb (リング)
- 1998: Spiral (Rasen): nur Vertrieb
- 1998: Godzilla: nur Vertrieb (Japan)
- 1998: Mothra 3 - King Ghidorah kehrt zurück
- 1999: Ringu 2: nur Vertrieb
- 1999: Gamera 3 - Revenge of Iris: nur Vertrieb
- 1999: Godzilla 2000: Millennium
- 2000: Ringu 0: nur Vertrieb
- 2000: Pyrokinesis (Crossfire)
- 2000: Juvenile
- 2000: Godzilla vs. Megaguirus
- 2001: Metropolis (Anime)
- 2001: Chihiros Reise ins Zauberland (Sen to Chihiro no Kamikakushi; 千と千尋の神隠し): nur Vertrieb
- 2001: Pokemon 4ever: nur Vertrieb
- 2002: InuYasha – The Castle Beyond the Looking Glass (nur Vertrieb)
- 2001: Godzilla, Mothra & King Ghidorah: Giant Monsters All-Out Attack
- 2002: Dark Water (Honoguraimizu no Sokokara): nur Vertrieb
- 2002: Returner - Kampf um die Zukunft
- 2002: Godzilla against MechaGodzilla
- 2003: Dragonhead
- 2003: Godzilla: Tokyo SOS
- 2004: Appleseed
- 2004: Ghost in the Shell 2: Innocence (イノセンス)
- 2004: Godzilla: Final Wars
- 2005: Lorelei: The Witch of the Pacific Ocean
- 2006: Sinking of Japan (Nihon Chinbotsu; 日本沈没)
- 2007: Unfair: The Movie
- 2016: Shin Godzilla
- 2017: Godzilla: Planet der Monster
- 2018: Godzilla: Eine Stadt am Rande der Schlacht
- 2018: Godzilla: Zerstörer der Welt
- 2023: Godzilla Minus One